# Björntjärnen (Fjällsjö socken, Ångermanland)
Björntjärnen är en sjö i Strömsunds kommun i Ångermanland och ingår i Ångermanälvens huvudavrinningsområde.